# José Goron
José Goron est un footballeur français international martiniquais né le 1er avril 1977 en Martinique. Il évolue au poste de buteur avec le Golden Lion de Saint-Joseph en DH Martinique et avec la sélection de la Martinique.

## Biographie

### Clubs
Meilleur buteur de DH Martinique, Goron rejoint le Golden Lion de Saint-Joseph pour la saison 2014-2015.

### Carrière internationale
Il participe à la Gold Cup 2002 puis à la Gold Cup 2003 avec la sélection de la Martinique.